# EDC
| Recensione | Giudizio |
| ---------- | -------- |
| AllMusic   |          |

EDC è l'album di debutto del gruppo musicale statunitense Satchel, pubblicato nel 1994.

## Tracce
1. Mr. Brown – 4:46
2. Equilibrium – 3:38
3. Taste It – 3:17
4. Trouble Come Down – 3:05
5. More Ways Than 3 – 4:15
6. Hollywood – 4:06
7. O – 3:04
8. Mr. Pink – 3:42
9. Built 4 It – 5:14
10. Mr. Blue – 2:24
11. Willow – 5:07
12. The Roof Almighty – 2:10
13. Suffering – 5:16

## Formazione
- Shawn Smith - voce, pianoforte, chitarra
- Mike Berg - basso
- John Hoag - chitarra
- Regan Hagar - batteria